# Nederlandse Waterschapsbank
De Nederlandse Waterschapsbank N.V. (NWB Bank) is een financiële instelling, National Promotional Bank (NPB), die zich richt op de Nederlandse publieke sector met de financiering van decentrale overheden (waterschappen, gemeenten en provincies), instellingen onder garantie van (decentrale) overheden, Publiek-Private-Samenwerking (PPS) en duurzame energie-projecten. De bank werkt sinds 2009 onder de handelsnaam NWB Bank.

## Geschiedenis
Begin jaren ’50 verleende de Unie van Waterschappen (voorheen: Unie van Waterschapsbonden) geldleningen aan de waterschappen. Deze unie was echter niet voldoende toegerust voor deze bancaire taak waardoor het bestuur van de unie op 19 december 1952 besloot een aparte waterschapsbank op te richten. Deze bank zou dienen tot risicoloze kapitaalverstrekking aan waterschappen en eventueel aan andere aan de overheid gerelateerde instellingen. Primair was het doel om de waterschappen tegen zo gunstig mogelijke tarieven van geld te voorzien; winstbejag was van secundair belang. De watersnoodsramp in februari 1953 bracht de oprichting in een stroomversnelling en op 5 mei 1954 werd de bank opgericht als naamloze vennootschap door destijds 143 waterschappen.
De bank is volledig in handen van diverse Nederlandse overheden. Uitsluitend de Staat der Nederlanden en andere publiekrechtelijke rechtspersonen kunnen aandeelhouder van de NWB Bank zijn. Van de uitstaande aandelen is 81% in handen van de waterschappen, 17% van de Nederlandse Staat en 2% van provincies.

## Activiteiten
De NWB Bank verzorgt kredieten voor gemeenten, provincies, waterschappen en publieke instellingen op het gebied van volkshuisvesting, gezondheidszorg, onderwijs, duurzame energie-projecten en PPS.
De financiering van de bank vindt plaats op de internationale geld- en kapitaalmarkten op basis van een sterke vermogenspositie en hoge credit ratings. De NWB Bank heeft een Aaa/AAA-rating bij zowel Moody's als Standard & Poor's. De bank neemt een hoge (6e) plaats in op de 'World's 50 Safest Banks'-ranglijst van de Global Finance.
Per eind 2023 had de bank een balanstotaal van € 76 miljard waar een eigen vermogen van € 2,1 miljard tegenover stond. De kredietverlening was in 2023 als volgt verdeeld: sociale woningbouw 72%, waterschappen 11%, gemeenten 2%, pass-through NHG RMBS 6%, duurzame energie 3%, leningen met overheidsgarantie 1%, drinkwaterbedrijven 2%, zorginstellingen 4% en overig 1%. De bank streeft niet naar winstmaximalisatie, maar heeft als doel maatschappelijke toegevoegde waarde te creëren door passende financiering tegen een zo laag mogelijke rente aan te bieden.